# Cyathocalyx tsukayae
Cyathocalyx tsukayae là loài thực vật có hoa thuộc họ Na. Loài này được Hiroshi Okada mô tả khoa học đầu tiên năm 2014.

## Từ nguyên
Tên gọi tsukayae lấy theo tên của tiến sĩ H. Tsukaya - một thành viên trong đội khảo sát thực địa tại vườn quốc gia Betung Kerihun trên đảo Borneo.

## Phân bố
Có tại Vườn quốc gia Betung Kerihun, tỉnh Tây Kalimantan, Indonesia.